# La Cova del Drac
La Cova del Drac es un local musical barcelonés, especializado en jazz, que floreció como centro cultural en la década de 1960 que estuvo regentado en sus inicios por el poeta, músico y dramaturgo Guillem d'Efak.
El local fue inaugurado en noviembre de 1965 en el sótano de la cafetería Drac Drug-Store de la calle Tuset n.º 30 de Barcelona, donde cada año se celebraba el concurso “Promoción de nuevas voces”  y que fue el soporte del grupo de cantantes catalanes  Setze Jutges, así como de otros cantantes catalanes de la Nova Cançó y de grupos de pop y rock. También programaba sesiones de jazz y espectáculos literarios.
La Cova del Drac estuvo ubicado durante tres décadas en la calle Tuset de Barcelona, para posteriormente cambiar al mismo tiempo de nombre y lugar, pasando a llamarse Jazroom y ubicarse en la calle Vallmajor 33 de Barcelona.